# Eselsmühle (Uehlfeld)
Eselsmühle ist ein Gemeindeteil des Marktes Uehlfeld im Landkreis Neustadt an der Aisch-Bad Windsheim (Mittelfranken, Bayern). Eselsmühle liegt in der Gemarkung Schornweisach.

## Geografie
Die Einöde liegt an der Weisach und am Krähengraben, der dort als rechter Zufluss in die Weisach mündet. Im Südosten liegt das Waldgebiet Kessel, im Osten das Waldgebiet Steinlohe. Die Kreisstraße NEA 1 führt nach Tragelhöchstädt (1,8 km östlich) bzw. nach Schornweisach (0,7 km westlich).

## Geschichte
Das Bestimmungswort des Ortsnamens ist der Esel.
Von 1797 bis 1810 unterstand der Ort dem Justizamt Dachsbach und Kammeramt Neustadt. Im Rahmen des Gemeindeedikts wurde Eselsmühle dem 1811 gebildeten Steuerdistrikt Schornweisach und der 1813 gebildeten Ruralgemeinde Schornweisach zugeordnet. Am 1. Januar 1978 wurde Eselsmühle im Zuge der Gebietsreform in Bayern nach Uehlfeld eingemeindet.

## Einwohnerentwicklung
| Jahr      | 001824 | 001840 | 001861 | 001871 | 001885 | 001900 | 001925 | 001950 | 001961 | 001970 | 001987 |
| Einwohner | 4      | 10     | 8      | 5      | 6      | 6      | 8      | 7      | 4      | 2      | *      |
| Häuser    | 1      | 2      |        |        | 1      | 1      | 1      | 1      | 1      |        | *      |
| Quelle    | [ 8 ]  | [ 9 ]  | [ 10 ] | [ 11 ] | [ 12 ] | [ 13 ] | [ 14 ] | [ 15 ] | [ 16 ] | [ 17 ] | [ 18 ] |

## Religion
Der Ort ist evangelisch-lutherisch geprägt und bis heute nach St. Roswinda (Schornweisach) gepfarrt.